# The Final Countdown (single)
The Final Countdown is een rock-nummer van de Zweedse band Europe. Het nummer is op 14 februari 1986 eerst in thuisland Zweden, Spanje, Nederland en België op single uitgebracht. Op 3 oktober dat jaar volgden het Verenigd Koninkrijk, Ierland en de rest van Europa en in november de VS, Canada, Australië, Nieuw-Zeeland en Japan.

## Achtergrond
De herkenbare keyboard-riff die de basis vormt van het nummer, werd door Joey Tempest al rond 1981-1982 geschreven op een Korg Polysix-keyboard. Uiteindelijk werd de keyboard-riff opgenomen op een Roland JX8P in 1986. Voor de tekst werd Tempest geïnspireerd door David Bowie's nummer Space Oddity.
De plaat werd wereldwijd een hit en bereikte in 25 landen de nummer 1-positie en is daarmee de grootste hit van Europe. Het is de eerste single van Europe's derde studioalbum, dat ook The Final Countdown heet.
The Final Countdown werd in Nederland in de zomer van 1986 veel gedraaid op Radio 3 en werd een hit in de twee landelijke hitlijsten op de nationale publieke popzender. De plaat stond vier weken in de Nederlandse Top 40 en zes weken in de Nationale Hitparade op de nummer 1-positie en is de bestverkochte single van 1986 in Nederland. In de Europese hitlijst op Radio 3, de TROS Europarade, stond de plaat negen weken op de nummer 1-positie genoteerd. In Vlaanderen bereikte de plaat eveneens de nummer 1-positie in zowel de voorloper van de Ultratop 50 als de Radio 2 Top 30.
In december 1999 werd een dance-remix van het nummer uitgebracht, deze behaalde aanzienlijk minder succes dan het origineel en behaalde in Nederland uitsluitend een 60e positie in de publieke hitlijst, de Mega Top 100 op Radio 3FM.
Sinds de eerste editie in 1999 staat de plaat onafgebroken genoteerd in de jaarlijkse NPO Radio 2 Top 2000 van de Nederlandse publieke radiozender NPO Radio 2, met als hoogste notering een 87e positie in 2000.

## Hitnoteringen

### Originele versie

#### Nederlandse Top 40
| Hitnotering: 16-08-1986 t/m 29-11-1986 | Hitnotering: 16-08-1986 t/m 29-11-1986 | Hitnotering: 16-08-1986 t/m 29-11-1986 | Hitnotering: 16-08-1986 t/m 29-11-1986 | Hitnotering: 16-08-1986 t/m 29-11-1986 | Hitnotering: 16-08-1986 t/m 29-11-1986 | Hitnotering: 16-08-1986 t/m 29-11-1986 | Hitnotering: 16-08-1986 t/m 29-11-1986 | Hitnotering: 16-08-1986 t/m 29-11-1986 | Hitnotering: 16-08-1986 t/m 29-11-1986 | Hitnotering: 16-08-1986 t/m 29-11-1986 | Hitnotering: 16-08-1986 t/m 29-11-1986 | Hitnotering: 16-08-1986 t/m 29-11-1986 | Hitnotering: 16-08-1986 t/m 29-11-1986 | Hitnotering: 16-08-1986 t/m 29-11-1986 | Hitnotering: 16-08-1986 t/m 29-11-1986 | Hitnotering: 16-08-1986 t/m 29-11-1986 | Hitnotering: 16-08-1986 t/m 29-11-1986 |
| Week                                   | 1                                      | 2                                      | 3                                      | 4                                      | 5                                      | 6                                      | 7                                      | 8                                      | 9                                      | 10                                     | 11                                     | 12                                     | 13                                     | 14                                     | 15                                     | 16                                     |                                        |
| -------------------------------------- | -------------------------------------- | -------------------------------------- | -------------------------------------- | -------------------------------------- | -------------------------------------- | -------------------------------------- | -------------------------------------- | -------------------------------------- | -------------------------------------- | -------------------------------------- | -------------------------------------- | -------------------------------------- | -------------------------------------- | -------------------------------------- | -------------------------------------- | -------------------------------------- | -------------------------------------- |
| Positie                                | 37                                     | 30                                     | 22                                     | 13                                     | 6                                      | 2                                      | 1                                      | 1                                      | 1                                      | 1                                      | 3                                      | 5                                      | 9                                      | 12                                     | 17                                     | 25                                     | uit                                    |

#### Nationale Hitparade
| Hitnotering: 09-08-1986 t/m 20-12-1986 | Hitnotering: 09-08-1986 t/m 20-12-1986 | Hitnotering: 09-08-1986 t/m 20-12-1986 | Hitnotering: 09-08-1986 t/m 20-12-1986 | Hitnotering: 09-08-1986 t/m 20-12-1986 | Hitnotering: 09-08-1986 t/m 20-12-1986 | Hitnotering: 09-08-1986 t/m 20-12-1986 | Hitnotering: 09-08-1986 t/m 20-12-1986 | Hitnotering: 09-08-1986 t/m 20-12-1986 | Hitnotering: 09-08-1986 t/m 20-12-1986 | Hitnotering: 09-08-1986 t/m 20-12-1986 | Hitnotering: 09-08-1986 t/m 20-12-1986 | Hitnotering: 09-08-1986 t/m 20-12-1986 | Hitnotering: 09-08-1986 t/m 20-12-1986 | Hitnotering: 09-08-1986 t/m 20-12-1986 | Hitnotering: 09-08-1986 t/m 20-12-1986 | Hitnotering: 09-08-1986 t/m 20-12-1986 | Hitnotering: 09-08-1986 t/m 20-12-1986 | Hitnotering: 09-08-1986 t/m 20-12-1986 | Hitnotering: 09-08-1986 t/m 20-12-1986 | Hitnotering: 09-08-1986 t/m 20-12-1986 | Hitnotering: 09-08-1986 t/m 20-12-1986 |
| Week                                   | 1                                      | 2                                      | 3                                      | 4                                      | 5                                      | 6                                      | 7                                      | 8                                      | 9                                      | 10                                     | 11                                     | 12                                     | 13                                     | 14                                     | 15                                     | 16                                     | 17                                     | 18                                     | 19                                     | 20                                     |                                        |
| -------------------------------------- | -------------------------------------- | -------------------------------------- | -------------------------------------- | -------------------------------------- | -------------------------------------- | -------------------------------------- | -------------------------------------- | -------------------------------------- | -------------------------------------- | -------------------------------------- | -------------------------------------- | -------------------------------------- | -------------------------------------- | -------------------------------------- | -------------------------------------- | -------------------------------------- | -------------------------------------- | -------------------------------------- | -------------------------------------- | -------------------------------------- | -------------------------------------- |
| Positie                                | 23                                     | 12                                     | 10                                     | 3                                      | 1                                      | 1                                      | 1                                      | 1                                      | 1                                      | 1                                      | 2                                      | 2                                      | 2                                      | 3                                      | 10                                     | 12                                     | 17                                     | 19                                     | 25                                     | 39                                     | uit                                    |

#### TROS Europarade
Hitnotering: 06-10-1986 t/m 31-05-1987. Hoogste notering: #1 (9 weken).

#### NPO Radio 2 Top 2000
| Nummer met noteringen in de NPO Radio 2 Top 2000 | '99 | '00 | '01 | '02 | '03 | '04 | '05 | '06 | '07 | '08 | '09 | '10 | '11 | '12 | '13 | '14 | '15 | '16 | '17 | '18 | '19 | '20 | '21 | '22 | '23 | '24 |
| ------------------------------------------------ | --- | --- | --- | --- | --- | --- | --- | --- | --- | --- | --- | --- | --- | --- | --- | --- | --- | --- | --- | --- | --- | --- | --- | --- | --- | --- |
| The Final Countdown                              | 129 | 87  | 166 | 180 | 202 | 189 | 227 | 283 | 452 | 247 | 538 | 497 | 545 | 519 | 436 | 589 | 566 | 568 | 523 | 426 | 587 | 482 | 567 | 572 | 566 | 642 |

1. ↑  Een vetgedrukt getal geeft de hoogste notering aan.

### Versie 1999

#### Mega Top 100
| Hitnotering: 18-12-1999 t/m 22-01-2000 | Hitnotering: 18-12-1999 t/m 22-01-2000 | Hitnotering: 18-12-1999 t/m 22-01-2000 | Hitnotering: 18-12-1999 t/m 22-01-2000 | Hitnotering: 18-12-1999 t/m 22-01-2000 | Hitnotering: 18-12-1999 t/m 22-01-2000 | Hitnotering: 18-12-1999 t/m 22-01-2000 |
| Week                                   | 1                                      | 2                                      | 3                                      | 4                                      | 5                                      |                                        |
| -------------------------------------- | -------------------------------------- | -------------------------------------- | -------------------------------------- | -------------------------------------- | -------------------------------------- | -------------------------------------- |
| Positie                                | 98                                     | 61                                     | 64                                     | 60                                     | 86                                     | uit                                    |